# Virje
Virje es un municipio de Croacia en el condado de Koprivnica-Križevci.

## Geografía
Se encuentra a una altitud de 133 m s. n. m. a 108 km de la capital nacional, Zagreb.

## Demografía
En el censo 2011 el total de población del municipio fue de 4587 habitantes, distribuidos en las siguientes localidades:
- Donje Zdjelice - 74
- Hampovica - 268
- Miholjanec - 295
- Rakitnica - 136
- Šemovci - 512
- Virje - 3 302

| Gráfica de población de Virje 1857-2011                             |
|                                                                     |
| Según los censos de población de la oficina estadística de Croacia. |